# Bogacko
Bogacko [pronunciación en polaco: /bɔˈɡatn͡skɔ/] (en alemán: Bogatzko, 1938-45: Rainfeld) es un pueblo ubicado en el distrito administrativo de Gmina Giżycko, dentro del Condado de Giżycko, Voivodato de Varmia y Masuria, en Polonia del norte. Se encuentra aproximadamente a 8 kilómetros al oeste de Giżycko y a 81 kilómetros al este de la capital regional Olsztyn.